# Leptocera pseudoctisetosa
Leptocera pseudoctisetosa är en tvåvingeart som först beskrevs av Oswald Duda 1925.  Leptocera pseudoctisetosa ingår i släktet Leptocera och familjen hoppflugor. Inga underarter finns listade i Catalogue of Life.